# Цап (фільм, 2015)
«Цап» (словац. Koza) — словацький спортивно-драматичний фільм, знятий дебютантом Іваном Острочовським. Світова прем'єра стрічки відбулась 8 лютого 2015 року на Берлінському кінофестивалі. Також фільм показали у секції «Сучасне світове кіно» на міжнародному кінофестивалі у Торонто. Стрічка була висунута Словаччиною на премію «Оскар-2016» у номінації «найкращий фільм іноземною мовою».

## Сюжет
Петер «Цап» Балаж — колишній олімпійський боксер. Він та його подружка, Міса, живуть в напіврозваленому будиночку і насилу зводять кінці з кінцями. Міса дізнається про свою вагітність, і вирішує її позбавитись, але для цього потрібні гроші. Тому Цап знову виходить на ринг, але з метою змусити її передумати.

## У ролях
- Петер Балаж — Петер «Цап» Балаж, колишній олімпійський боксер[4]
- Ян Франек — Франек, тренер Петера
- Звонко Лакцевич — Звонко, менеджер Петера
- Станіслава Бонжилайова — Міса, подружка Петера
- Нікола Бонжилайова — Ніколка
- Олександра Палатінусова — Мія
- Тетяна Піуссі
- Манфред Шмід — німець

## Визнання
| Нагороди та номінації фільму «Цап» | Нагороди та номінації фільму «Цап»                     | Нагороди та номінації фільму «Цап»        | Нагороди та номінації фільму «Цап» | Нагороди та номінації фільму «Цап» | Нагороди та номінації фільму «Цап» |
| Рік                                | Нагорода                                               | Категорія                                 | Номінант                           | Результат                          |                                    |
| ---------------------------------- | ------------------------------------------------------ | ----------------------------------------- | ---------------------------------- | ---------------------------------- | ---------------------------------- |
| 2015                               | Берлінський кінофестиваль                              | Найкращий дебютний фільм                  | «Цап»                              | Номінація                          |                                    |
| 2015                               | Гонконзький міжнародний кінофестиваль                  | Приз ФІПРЕССІ                             | «Цап»                              | Номінація                          |                                    |
| 2015                               | Гонконзький міжнародний кінофестиваль                  | «Золота жар-птиця» («Молодіжне кіно»)     | «Цап»                              | Номінація                          |                                    |
| 2015                               | Гонконзький міжнародний кінофестиваль                  | Нагорода SIGNIS                           | «Цап»                              | Номінація                          |                                    |
| 2015                               | Міжнародний незалежний кінофестиваль Інда-Лісабон      | Нагорода дистриб'юції — Спеціальна згадка | «Цап»                              | Перемога                           |                                    |
| 2015                               | Міжнародний незалежний кінофестиваль Інда-Лісабон      | Ґран-прі міста Лісабон                    | «Цап»                              | Номінація                          |                                    |
| 2015                               | Куритибзький міжнародний кінофестиваль Olhar de Cinema | Нагорода Olhar за найкращий фільм         | «Цап»                              | Перемога                           |                                    |
| 2015                               | Кінофестиваль центральної та східної Європи goEast     | Найкращий режисер                         | Іван Острочовський                 | Перемога                           |                                    |
| 2015                               | Кінофестиваль центральної та східної Європи goEast     | Приз ФІПРЕССІ                             | «Цап»                              | Перемога                           |                                    |
| 2015                               | Кінофестиваль центральної та східної Європи goEast     | Нагорода SKODA                            | «Цап»                              | Номінація                          |                                    |